# Antonio Malfante
Antonio Malfante (Genua, 1409/1410 – Mallorca, 1450) was een koopman en Afrikareiziger uit de republiek Genua. Hij was de eerste vrije Latijnse christen die de Sahara bezocht, en deed in een brief verslag van zijn bevindingen.

## Leven

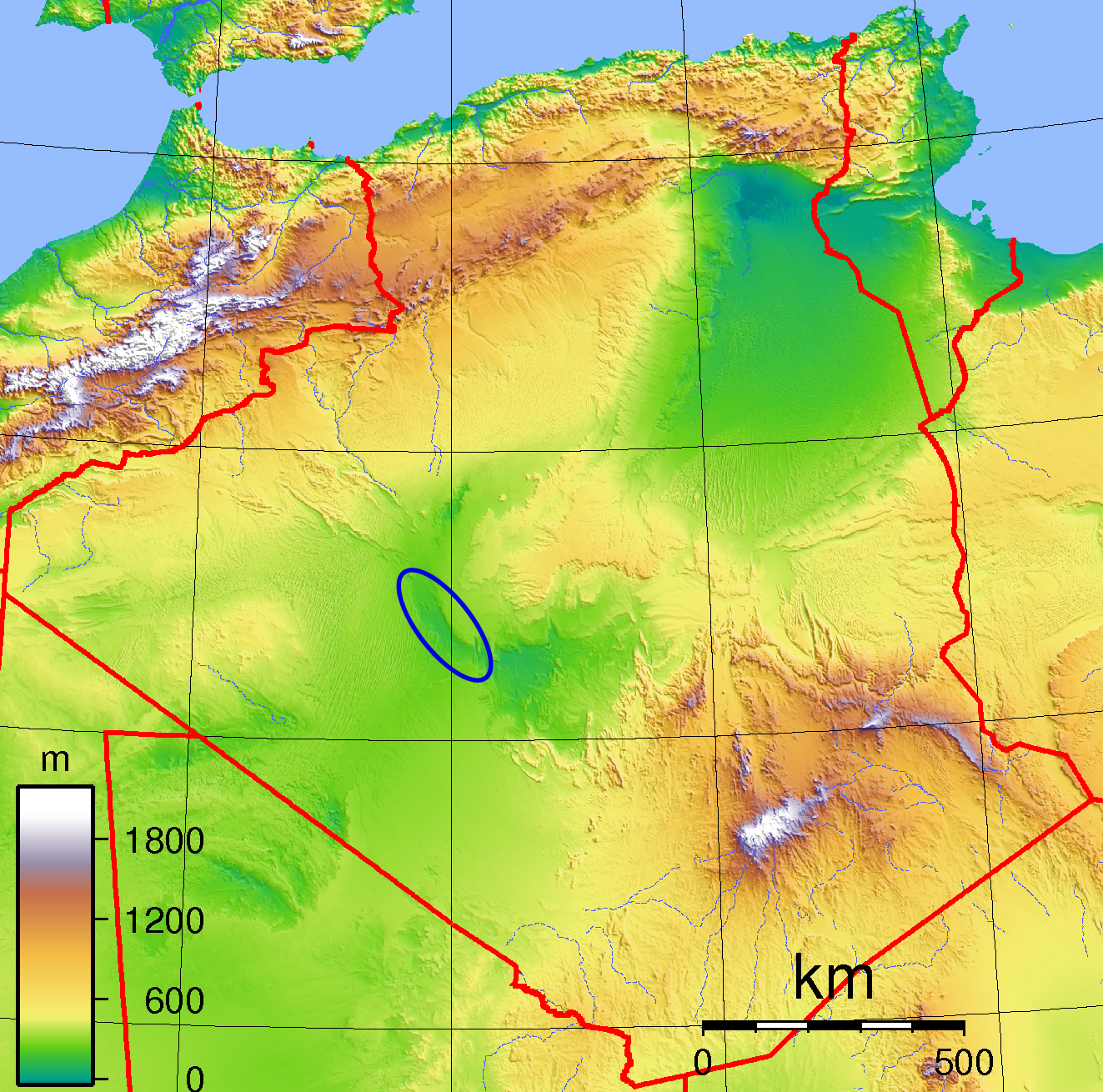
De oases van Tuwat in Algerije.

Malfante was een bastaardzoon uit een Genuese familie, maar werd door zijn vader Tommaso gewettigd. Tegen 1420 emigreerde hij naar Spanje, waar hij goede zaken deed onder de patronage van de firma Centurione. In 1443 wilde hij terugkeren naar zijn geboortestad, maar dat had wat voeten in de aarde omdat hij fiscale en andere verplichtingen had verwaarloosd. Dankzij connecties was dit na een tweetal jaar uitgeklaard en kreeg hij permanent verblijfsrecht. Maar al in september 1446 verliet hij Genua voor een groot avontuur.
In opdracht van Centurione ging Malfante op zoek naar de oorsprong van het goud dat door karavanen uit sub-Saharaans Afrika naar de Middellandse Zee werd aangevoerd. Zijn vertrek gebeurde kort nadat Benedetto Centurione in Genua de goudstandaard had geïntroduceerd. Op een schip van Girolamo de Savignone zeilde Malfante naar Honaine in Algerije. Daar wist hij zich aan te sluiten bij een karavaan, wat zeer uitzonderlijk was voor een christen in moslimgebied. In twaalf dagen bereikten ze de oasengroep Tuwat.
Malfante vestigde zich in de hoofdplaats Tamanṭīṭ onder de bescherming van Sidi Yahia ben-Idir, allicht een van de lokale sjeiks. De Genuees voelde hem aan de tand over Timboektoe en het Nigerbassin (dat hij voor de Nijl nam), maar hij werd nauwelijks wijzer. Hij leerde over het bestaan van de zuidwaarts gelegen vorstendommen Thora, Oden, Dendi, Sagoto, Bofon, Igdem en Bembo, zonder er veel over te kunnen zeggen. Ter plaatse in Tamanṭīṭ zag hij dat het Afrikaanse goud verhandeld werd voor graan, koper, zout, vee en dromedarissen. Ook stelde hij de scharnierrol van de joodse gemeenschap in Tuwat vast en de moeilijke relatie met wat hij de Filistijnen noemde (Maqil of Touareg).
Vanuit Tamanṭīṭ schreef Malfante in 1447 een brief in het Latijn aan de Genuees Giovanni Marioni, een agent van Centurione in Iberië. Deze waardevolle informatie over het raakpunt tussen de Maghrebijnse en de Saharaanse secties van de goudroute is pas in 1918 gepubliceerd. Hoewel Malfante hoog opgaf over de commerciële mogelijkheden, was hij klaarblijkelijk niet geslaagd in zijn hoofdopdracht en moet de brief voor zijn Europese tijdgenoten een bevestiging zijn geweest dat ze de goudhandel over land niet in handen konden krijgen. Het zouden de Portugezen zijn die onder impuls van Hendrik de Zeevaarder een maritieme route naar het goud openden.
Over het verdere reistraject van Malfante is niets bekend. Hij is in elk geval teruggekeerd naar Spanje, want hij stierf op ongeveer veertigjarige leeftijd op Mallorca, zonder erfgenamen.

## Manuscript
- Parijs, Bibliothèque nationale de France, Nouvelles acquisitions latines, ms. 1112

## Uitgaven en vertalingen
- Charles de La Roncière, Découverte d'une relation de voyage datée du Touat et décrivant en 1447 le bassin du Niger, Parijs, 1919, p. 27-32
- Charles de La Roncière, La découverte de l'Afrique au Moyen-Âge. Cartographes et explorateurs, vol. I, Le Caire, 1925, p. 143-160
- G.R. Crone (ed.), The voyages of Cadamosto and other documents on Western Africa in the second half of the fifteenth century, Londen, 1937, p. 85-90
- Franca Guelfi (ed.), Antonio Malfante (1409?-1450). Lettera di un mercante genovese, 2008. ISBN 8874942133

## Voetnoten
1. ↑  Fauvelle 2013, p. 223

- Bibliothèque nationale de France: cb16174261b (data)
- Gemeinsame Normdatei: 138232911
- International Standard Name Identifier: 0000 0000 7371 6211
- Library of Congress Control Number: no2009169380
- Nationale Bibliotheek van Israël: 987007435455705171
- Istituto Centrale per il Catalogo Unico: PUVV241158
- Système universitaire de documentation: 132831236
- Virtual International Authority File: 88280238
- WorldCat: E39PBJgHbTfWqdbt3FDbr669Xd